# Theodor August Flesch
Theodor August Flesch (* 31. Oktober 1889 in Sterkrade; † 7. Januar 1972 in Münster) war ein deutscher Jurist, Oberregierungsrat und Landrat des Kreises Erkelenz.

## Leben
Der Katholik Theodor August Flesch war ein Sohn des Ziegeleibesitzers August Flesch und dessen Ehefrau Wilhelmine, geborene Sustmann. Nach dem Ende seiner gymnasialen Ausbildung absolvierte er von 1908 bis 1912 in Freiburg und Münster ein Studium der Rechtswissenschaften. Nach der Ablegung des Ersten Staatsexamens am 31. Dezember 1912 zum Gerichtsreferendar ernannt, setzte er nachfolgend seine Ausbildung im Bezirk des Oberlandesgerichts Düsseldorf fort. Als Folge des Ersten Weltkriegs war er vom 15. September 1914 bis zum 9. September 1919 zum Kriegsdienst einberufen bzw. gehörte er nicht dem Justizdienst an. Im Anschluss legte er am 18. August 1920 (mit Assessorendienstalter vom 29. Mai 1917) die Große Staatsprüfung beim Oberlandesgericht Hamm ab. Am 30. September 1920 wurde er Hilfsarbeiter im Reichsarbeitsministerium, wo er am 1. Dezember 1921 zum Regierungsrat ernannt wurde. Am 8. Februar 1922 wechselte er zum Versorgungsamt nach Duisburg, am 31. Mai 1924 zur Regierung Aachen und am 10. November 1926 an das Oberpräsidium der Rheinprovinz in Koblenz. Am 15. Dezember 1928 wurde er kommissarisch zum Landrat des Oberwesterwaldkreises ernannt, die Beauftragung wurde jedoch am 8. Januar 1929 widerrufen.
Am 1. April 1929 wurde er wiederum zunächst kommissarisch zum Landrat des Kreises Erkelenz ernannt, dem am 11. August 1929 die definitive Ernennung folgte. Nachdem er am 24. April 1933 in den einstweiligen Ruhestand versetzt worden war, wurde er am 18. August 1933 an die Regierung Magdeburg überwiesen, wo er am 16. Dezember 1938 zum Oberregierungsrat ernannt wurde. Nach der Kapitulation war er bis Ende Juli 1945 Landrat des Landkreises Merseburg, galt zuletzt aber als von Regierung Merseburg abgeordnet. Ab dem 20. Januar 1948 war er als juristischer Hilfsarbeiter im nordrheinwestfälischen Kultusministerium tätig, wo er zum 1. August 1949 die Ernennung zum Oberregierungsrat erhielt. Am 30. Oktober 1951 wurde er zum Kurator der Universität Münster ernannt. Dort wurde er zum 31. Oktober 1954 in den Ruhestand versetzt und blieb bis zum 31. Oktober 1955 im Angestelltenverhältnis weiterbeschäftigt.

## Auszeichnungen und Ehrungen
- Ehrendoktor (Dr. iur. h. c.) der Universität Münster[1]
- Ehrenbürger der Universität Münster[1]
- 1952: Ehrenbürger der Technischen Hochschule Aachen[3]

## Publikation
- Der Landkreis und die kreisangehörigen Gemeinden, Halle Presse u. Wirtschaft (Leipzig), (C. Fr. Fleischer), 1937. OCLC 46211857

## Politik
Flesch war Mitglied der Zentrumspartei und nach 1945 der CDU.

## Familie
Theodor August Flesch heiratete am 23. Juli 1921 in Erster Ehe in Berlin Irma Freifrau von Broich, verwitwete Kluth (* 30. März 1893 in Schönau; † 6. Januar 1940 in Magdeburg), Tochter des Bürgermeisters Carl Freiherr von Broich und dessen Ehefrau Maria, geborene Bruls. In Zweiter Ehe war er mit Marie-Theres Schulte (* 5. März 1900), Tochter des Landgerichtsdirektors Josef Schulte und dessen Ehefrau Maria, geborene Windthorst verheiratet.